# مایچل (بازیکن فوتبال، زاده ۱۹۷۷)
مایچل (انگلیسی: Míchel؛ زادهٔ ۳ اوت ۱۹۷۷) بازیکن فوتبال اهل اسپانیا است.
از باشگاه‌هایی که در آن بازی کرده‌است می‌توان به باشگاه فوتبال رایو وایکانو، باشگاه فوتبال پنافیل، باشگاه فوتبال آلمریا، باشگاه فوتبال اسپورتینگ خیخون، باشگاه فوتبال سویا، باشگاه فوتبال ختافه، و باشگاه فوتبال خرز اشاره کرد.